# Pfaffenschlag bei Waidhofen an der Thaya
Pfaffenschlag bei Waidhofen an der Thaya, Pfaffenschlag bei Waidhofen a.d.Thaya – gmina w Austrii, w kraju związkowym Dolna Austria, w powiecie Waidhofen an der Thaya. Według danych Austriackiego Urzędu Statystycznego liczyła 920 mieszkańców (1 stycznia 2014).